# Secret Valentine EP
Secret Valentine EP é um EP da banda norte-americana We The Kings, lançado a 16 de Dezembro de 2008.

## Faixas
| EP  |                                                           |         |  |
| N.º | Título                                                    | Duração |  |
| 1.  | "Secret Valentine" (radio mix)                            | 4:02    |  |
| 2.  | "Feel Good Inc." (cover dos Gorillaz)                     | 4:32    |  |
| 3.  | "Make It Or Not"                                          | 3:14    |  |
| 4.  | "Bring Out Your Best"                                     | 3:59    |  |
| 5.  | "Secret Valentine" (acústico)                             | 3:50    |  |
| 6.  | "There Is A Light" (com a participação de Martin Johnson) | 3:56    |  |